# Narex
Narex ist ein tschechischer Hersteller von Elektrowerkzeugen und ein OEM-Lieferant anderer Marken. Das Unternehmen ist heute Teil von TTS Tooltechnic Systems in Wendlingen, der Muttergesellschaft von Festool und Tanos. Die Marke Narex ist vor allem in Tschechien, der Slowakei und Ungarn präsent.

## Geschichte
Das Unternehmen fertigte Bohrmaschinen unter der Marke Siemens. In der kommunistischen Ära waren die Narex-Maschinen nach eigenen Angaben im ganzen Ostblock bekannt, gefertigt wurden auch Lizenzprodukte deutscher Hersteller. In den 1990ern war das Unternehmen der führende Werkzeughersteller in der Tschechoslowakei und beschäftigte etwa 6000 Mitarbeiter an verschiedenen Standorten.